# Иннокентий (Охлябинин)
Иннокентий (Охлябинин), Комельский, Вологодский (ум. 1491) — преподобный, ученик преподобного Нила Сорского, основатель Комельского Спасо-Преображенского монастыря, автор «Завета».

## Жизнеописание
Преподобный Иннокентий родился в Москве и происходил из рода князей Охлябининых, ведущих своё родословие от ярославских князей Ухорских. Очевидно, он был сыном основателя рода Фёдора Охлябины. Часто отождествляется с Иваном Фёдоровичем Охлябининым, чьё имя упоминается в разрядной книге за 1515 год, но, впрочем, это является анахронизмом. Год его рождения неизвестен.
Известны две редакции жития преподобного Иннокентия. Однако достоверность сведений в них остаётся под вопросом. Раннее житие, которое, очевидно, содержало более достоверные известия о преподобном, сгорело во время разорения монастыря в 1538 году казанскими татарами. Есть упоминания об Иннокентии в житии преподобного Нила Сорского, и эти сведения сильно расходится с теми, что приведены в известном иннокентиевом житии.
Судя по всему, преподобный Иннокентий был пострижен в Кирилло-Белозерском монастыре. (В «Житии» Иннокентия говорится о его пострижении в скиту преподобного Нила, что невозможно). Год пострижения неизвестен. Достоверно известно, что он был ближайшим учеником преподобного Нила Сорского (+ 1508) и вместе с ним совершил путешествие в Палестину, Константинополь и на Афон между 1475—1485 годами . (Об этом сообщает житие Нила Сорского.)
После возвращения из длительного паломничества, Нил и Иннокентий поселились за пределами Белозерского монастыря, затем, в поисках более уединённого и «маловходного» для мирских людей места, в 15-ти верстах от монастыря на реке Соре нашли пригодное для скита место. Здесь, установив крест, они поставили две келии. Так было положено начало Нило-Сорской пустыни.
Через некоторое время Иннокентий покинул своего учителя и основал свой скит в Вологодской волости на реке Еде, притоке Нуромы. Вот как это представлено в заметке «О житии преподобнаго Нила Сорскаго». Благословляя, преподобный Нил говорит своему ученику: «…Твоя обитель имать быти обща, а моя пустыня как при моем животе, так и по смерти моей будет — по едину бо брату имут житии в келиях своих». Таким образом, преподобный Нил благословил своего ученика на создание общежитейного монастыря. Однако из написанного Иннокентием незадолго до кончины «Завета», следует, что всё же это был скит, подобный скиту на Соре. Лишь впоследствии скит Иннокентия превратился в киновию, Спасо-Преображенский Комельский общежитейный монастырь.

## «Завет» и другие писания преподобного Иннокентия
Желая оставить братии свои наставления, незадолго до своей кончины преподобный Иннокентий написал «Завещание», в котором настаивает держаться предания «господина и учителя моего, старца Нила». Завещание состоит из предисловия и разделов «О церкви», «О келиях» и «О самочинниках». В разделе «О церкви» преподобный просит посвятить храм во имя Иоанна Предтечи, третьего обретения его главы, ибо «Иоанн наставник есть всем инокам и пустынножителем». По всей видимости, при жизни Иннокентия церкви в скиту не было.
Раздел «О келиях» затрагивает «правовую» сторону имущественных отношений насельников скита. Келии в любом случае остаются во владении братии скита, распоряжается ими настоятель. Запрещена торговля и мена келиями.
«Самочинников», преподобный требует наказывать, если наказание не подействует, изгонять. Впрочем, раскаявшийся может быть принят обратно.
Кроме «Завета» известна ещё его краткая заметка «Яко добро есть писати святыя книгы». В ней Иннокентий, обращаясь к себе, называет три причины, по которым следует заниматься писанием святых книг. Это необходимость питания от своих трудов, устранение праздности, а также «беседование с Богом». Из этой заметки следует, что преподобный занимался списыванием книг, но выявить списки, сделанные его рукой, пока не удалось.
Г. М. Прохоров предполагает, что перу Иннокентия Комельского принадлежат так же известные «Надсловие» и «Пристяжение» к «Преданию» и «Уставу» Нила Сорского, а также сочинение «О внутреннем делании». Однако ранних списков этих текстов не выявлено. Традиционно их считают принадлежащими руке святого XVIII века Василия Поляномерульского.

## Кончина и почитание преподобного Иннокентия
Скончался преподобный Иннокентий 19 марта 1491 года. Согласно завещанию, он был погребён в углу монастыря близ болота. На могилу его был положен камень, на котором записан год, месяц и день преставления (19 марта 6999 года). Несмотря на точное указание даты смерти, сомнения высказываются и относительно неё. В Отенских святцах (составлены в начале XVIII века) годом смерти преподобного назван 1521 год. Так как согласно житию Иннокентия, умер он после смерти своего учителя (в 1508 году), есть возможность считать верной и датировку, приведённую в святцах (И. Верюжский). Указание на 6999 год есть в первой редакции жития. Вторая, явно ошибочно, указывает 6909 (1401) год.
По всей видимости, почитание преподобного Иннокентия началось вскоре после его преставления. По меньшей мере, к 1538 году (когда монастырь был разорён татарами) в обители был уже и образ, и житие святого. С XVII века известны тропарь и кондак. Память Иннокентия под 19 марта указана в «Описании о российских святых» (списки конца XVII—XIX века).
Кроме 19 марта, преподобный Иннокентий поминается в Соборе Вологодских святых в 3-ю Неделю по Пятидесятнице, и в Соборе Новгородских святых, во 2-ю Неделю по Пятидесятнице, а также — в Соборе Афонских преподобных.